# Pristimantis stictogaster
Pristimantis stictogaster es una especie de anfibio anuro de la familia Craugastoridae.

## Distribución
Esta especie es endémica de la provincia de Oxapampa en la región de Pasco en Perú. Habita entre los 1470 y 2790 m de altitud en el lado amazónico de la Cordillera Oriental y en la cordillera de Yanachaga.

## Publicación original
- Duellman & Hedges, 2005 : Eleutherodactyline frogs (Anura: Leptodactylidae) from the Cordillera Yanachaga in central Peru. Copeia, vol. 2005, n.º 3, p. 526-538.[5]